# Михайлюк Тарас Леонідович
Тарас Леонідович Михайлюк (нар. 26 серпня 1984, Павлоград, Дніпропетровська область, УРСР) — український футболіст, захисник.

## Життєпис
Мати Михайлюка працювала в ДЮСШ, тому він почав займатися спортом з ранніх років. Займався гімнастикою, плаванням, легкою атлетикою. У футбол перейшов у вісім років. Перший тренер — Геннадій Васильович Чашин.
Два роки займався в дніпропетровському інтернаті. 10-11 класи закінчував у загальноосвітній школі. Закінчив інститут фізкультури з червоним дипломом. Навчаючись в інституті, нелегально грав у Краснодарському краї Росії в першості КФК. У 2004 році став чемпіоном Брянської області в складі команди «Цемент» (Фокіно). У 2005-2006 років грав у «Бєжиці» (Брянськ). У 2007 році став чемпіоном Челябінської області в «Металурзі» (Аша), у 2008 році грав з командою в КФК. Після повернення додому отримав перелом ноги. 2009 рік провів в команді першої української ліги «Фенікс-Іллічовець» Калініно з Криму. 2010 року розпочав у «Зірці» (Кіровоград), потім грав у російській першості КФК за «Магніт» Железногорськ, у жовтні — листопаді знову виступав за «Фенікс-Іллічовець». У 2011-2013 роках грав за кримський клуб першої ліги «Кримтеплиця» (Молодіжне). Першу половину сезону 2013/14 років провів у «Геліосі» (Харків). Наступні 1,5 року грав у чемпіонаті Харківської області та аматорській першості України за «Колос» (Зачепилівка). У липні — серпні 2015 року провів п'ять матчів у чемпіонаті Литви в складі клубу «Круоя» (Пакруоїс). У сезоні 2015/16 року грав у прем'єр-лізі КФС за «Океан» (Керч). Потім провів 9 матчів за «Колос» (Зачепилівка) в чемпіонаті області. У 2017—2021 роках виступав у аматорському клубі «Вікторія» (Миколаївка).